# Karel Prach
Karel Prach (* 20. října 1953, Planá u Mariánských Lázní), též známý pod přezdívkou Eros, je český ekolog a vysokoškolský pedagog. Stojí za zavedením oboru ekologie obnovy v ČR, jíž se věnuje i v rámci pracovní skupiny Ekologie obnovy na PřF JČU. Jeho hlavním tématem je sukcese především na územích po zásahu člověka, jako jsou opuštěná pole a výsypky po těžbě uhlí nebo říční nivy. 

## Biografie
V letech 1972 – 1977 studoval na Přírodovědecké fakultě Univerzity Karlovy v Praze obor odborná biologie se specializací geobotanika. Zde ho ovlivnilo setkání s Marcelem Rejmánkem, který mu byl školitelem při psaní diplomové práce. Nějaký čas vyučoval rostlinnou ekologii na PřF UK, než se kvůli odporu ke komunistickému režimu přesunul na Úsek ekologie rostlin Botanického ústavu AV v Třeboni, po roce 1989 se do Prahy vrátil. Stál u vzniku Biologické (dnes Přírodovědecké) fakulty Jihočeské univerzity, kde byl mezi lety 1999 – 2006 vedoucím katedry botaniky a na které vyučuje ekologicky a geobotanicky zaměřené kurzy.  V roce 2002 byl jmenován profesorem botaniky.
Je zastáncem spontánní sukcese. V druhé polovině 90. let jako člen tehdejší Rady NP Šumava začal prosazovat bezzásahovost v oblastech postižených kůrovcem a v otázce NP se angažuje i nadále. Jeho snahou je prosazovat vědecké poznatky do praxe i legislativy.
Jako vědec je mezinárodně uznáván, je autorem asi 220 odborných publikací, podílel se na také na vzniku několika knih. Působí nebo působil jako člen redakčních rad mezinárodních odborných časopisů jako jsou Restoration Ecology, Plant Ecology, Plant Biology nebo Preslia. Články přispívá i do vědecky populárních časopisů, například do časopisu Vesmír. V roce 2022 mu byla AV ČR udělena Čestná oborová medaile Gregora Johanna Mendela za zásluhy v biologických vědách.
Je předsedou České botanické společnosti, kde se podílí na vedení exkurzí pro veřejnost.
Ve volném čase rád chodí po zříceninách a kopcích. Je znám jako velice energický a věčně optimistický s hlubokými mezioborovými znalostmi.